# James Pond 2: Codename RoboCod
James Pond 2: Codename RoboCod är ett actionplattformsspel ursprungligen utgivet 1991, och är uppföljaren till James Pond. Spelet släpptes först till Amiga, Atari ST och Mega Drive, men kom senare också till Amiga CD32, DOS, Game Gear, Commodore 64 samt SNES.
James Pond 2: Codename RoboCod utspelar sig direkt efter föregångaren James Pond. James Ponds ärkefiende Dr. Maybe har flytt till Nordpolen där han övertagit jultomtens verkstad och håller hans medhjälpare som gisslan. Många av dem har också förvandlats till farliga hejdukar. Det är upp till Pond att infiltrera verkstaden, frige fångarna och stoppa Dr. Maybe.
Till sin hjälp har han en rustning som ger honom möjligheten att förlänga sin överkropp och därigenom nå svåråtkomliga plattformar. Det finns inga vapen i spelet, så Pond besegrar sina fiender genom att hoppa på dom. Flera olika föremål finns att plocka upp som genererar i poäng. Under spelets gång kan spelaren även komma över power-ups såsom extraliv och vingar som gör att Pond kan flyga. Diverse fordon dyker också upp emellanåt; bilar, flygplan och flygande badkar finns att utnyttja.
RoboCod är en ordlek som refererar till RoboCop, medan Dr. Maybe refererar till Doktor Julius No.